# Guiers Vif
Der Guiers Vif ist ein Fluss in Frankreich, der in der Region Auvergne-Rhône-Alpes verläuft. Er entspringt im Regionalen Naturpark Chartreuse, an der Gemeindegrenze von Saint-Pierre-d’Entremont (Isère) und Saint-Pierre-d’Entremont (Savoie), entwässert generell in nordwestlicher Richtung, bildet fast auf seiner gesamten Strecke den Grenzfluss zwischen den Départements Isère und Savoie und mündet nach rund 17 Kilometern an der Gemeindegrenze von Entre-deux-Guiers und Les Échelles als rechter Nebenfluss in den Guiers, der davor den Namen Guiers Mort trägt. Oft wird der Guiers Vif nicht als ein Nebenfluss, sondern als Quellfluss des Guiers angesehen.

## Sources du Guiers Vif

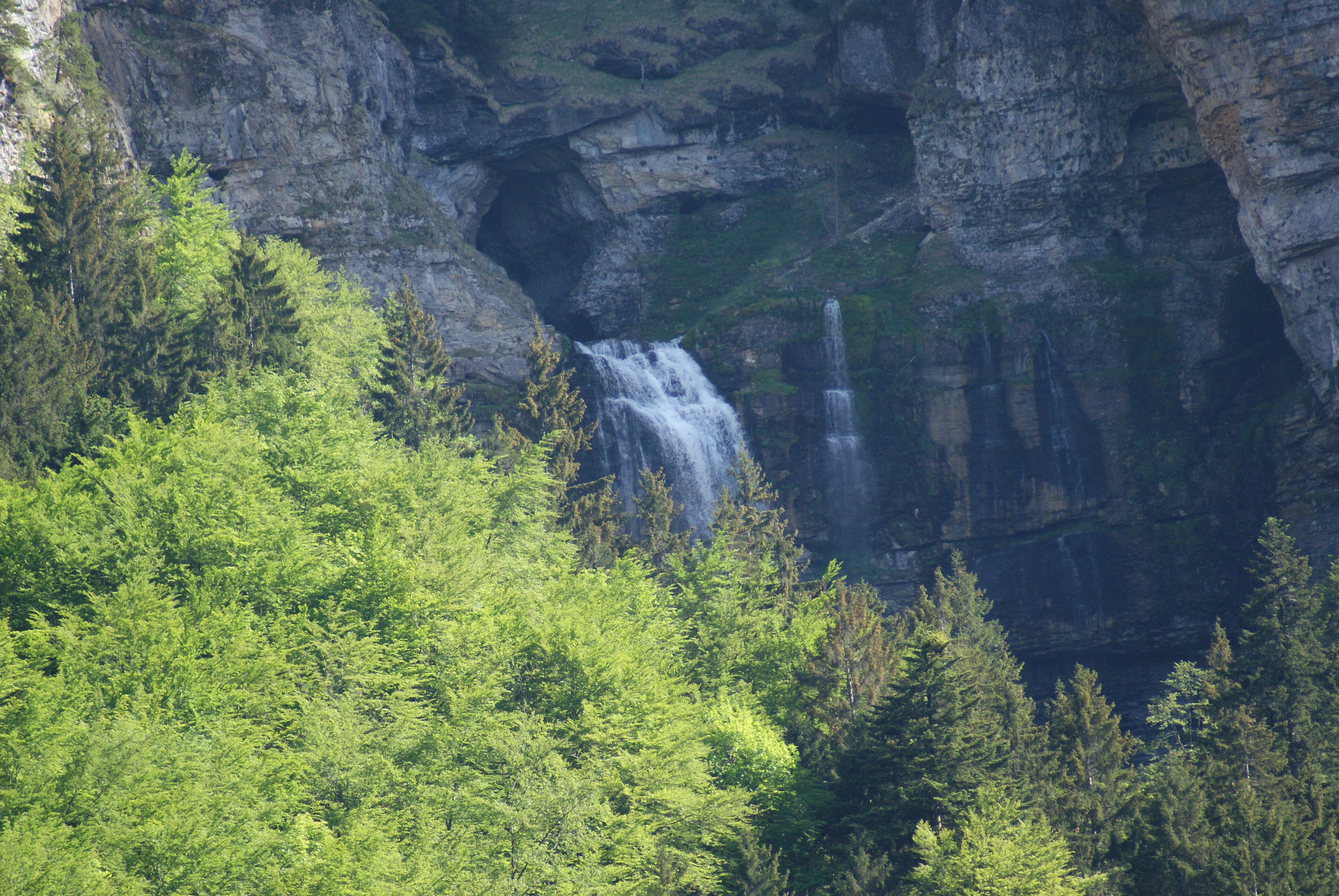
Sources du Guiers Vif

Der Guiers Vif entspringt im Chartreusegebirge der Karstquelle Sources du Guiers Vif (dt. Quellen des Guiers Vif), am Nordhang des Berges Lances de Malissard (2045 m). Der Fluss tritt dort aus einem großen Höhlenportal und weiteren kleinen Höhlen zu Tage und stürzt danach drei Wasserfälle und anschließende Kaskaden herab. Die Schüttung der Quellhöhlen schwankt stark. Der Guiers Vif verläuft nach seinem Ursprung durch teils enge und steile Schluchten mit Felswänden.

## Zuflüsse
- Herbetan (links)
- Cozon (rechts)
- Ruisseau du Vivier (links)
- Ruisseau de Gringalet (rechts)
- Dixhuitrieux (links)
- Riou Brigoud (links)
- Merderet (rechts)
- Argenette (rechts)

## Orte am Fluss
(Reihenfolge in Fließrichtung)
- Saint-Pierre-d’Entremont (Savoie)
- Saint-Pierre-d’Entremont (Isère)
- Saint-Christophe-sur-Guiers
- Les Échelles
- Entre-deux-Guiers